# Antas da Abegoaria
As antas da Abegoaria localizavam-se numa pequena elevação, perto da actual vila da Sertã. Quase todos os vestígios arqueológicos foram destruídos com a construção de diversas vivendas. Tratava-se de uma estrutura funerária pré-histórica.
As antas da Abegoaria foram primeiramente referenciadas por Francisco Tavares Proença Júnior, este indicou 4 antas, juntamente com vestígios romanos.